# Celonites modestus
Celonites modestus är en stekelart som beskrevs av Kostylev 1935. Celonites modestus ingår i släktet Celonites och familjen Masaridae. Utöver nominatformen finns också underarten C. m. biinterruptus.